# Otro par de ases
Otro par de ases (título original: Another Pair of Aces: Three of a Kind) es un telefilme estadounidense de drama y crimen de 1991, dirigido por Bill Bixby, escrito por Bud Shrake, Gary Cartwright y Rob Gilmer, musicalizado por Jay Gruska, en la fotografía estuvo Chuck Colwell y los protagonistas son Willie Nelson, Kris Kristofferson y Joan Severance, entre otros. Este largometraje fue realizado por Once Upon a Time Films, Pedernales Films y Three of a Kind; se estrenó el 9 de abril de 1991.

## Sinopsis
Un apostador, un Ranger de Texas y un agente del FBI están obteniendo información sobre varios homicidios hechos por justicieros.